# Comunitat d'aglomeració de Haguenau
La Comunitat d'aglomeració de Haguenau (oficialment: Communauté d'agglomération de Haguenau) és una Comunitat d'aglomeració del departaments del Baix Rin, a la regió del Gran Est.
Creada al 2017, està formada 36 municipis i la seu es troba a Haguenau.

## Municipis
1. Batzendorf
2. Bernolsheim
3. Berstheim
4. Bilwisheim
5. Bischwiller
6. Bitschhoffen
7. Brumath
8. Dauendorf
9. Donnenheim
10. Engwiller
11. Haguenau
12. Hochstett
13. Huttendorf
14. Kaltenhouse
15. Kindwiller
16. Krautwiller
17. Kriegsheim
18. Mittelschaeffolsheim
19. Mommenheim
20. Morschwiller
21. Niedermodern
22. Niederschaeffolsheim
23. Oberhoffen-sur-Moder
24. Ohlungen
25. Olwisheim
26. Rohrwiller
27. Rottelsheim
28. Schirrhein
29. Schirrhoffen
30. Schweighouse-sur-Moder
31. Uhlwiller
32. Uhrwiller
33. Val de Moder
34. Wahlenheim
35. Wintershouse
36. Wittersheim